# Multi viral
Multi viral è il quinto album in studio del gruppo musicale portoricano Calle 13, pubblicato nel marzo 2014.

## Tracce
1. Intro - El viaje (featuring Eduardo Galeano) – 2:00
2. Respira el momento (featuring Vernon Foster) – 5:29
3. Interludio - Un buen día para morir (featuring Vernon Foster) – 0:40
4. El aguante – 4:48
5. Ojos color sol (featuring Silvio Rodríguez) – 3:37
6. Multi_Viral (featuring Julian Assange, Kamilya Jubran, & Tom Morello) – 4:23
7. Cuando los pies besan el piso – 3:54
8. Adentro – 4:53
9. Interludio - Stupid Is as Stupid Does (featuring John Leguizamo) – 0:59
10. Los idiotas – 4:30
11. Fuera de la atmósfera del cráneo – 3:55
12. Perseguidos (featuring Biga Ranx) – 4:45
13. Gato que avanza, perro que ladra – 5:08
14. Me vieron cruzar – 3:54
15. Así de grande son las ideas – 5:11